# Maiorerus randoi
Genre
Espèce
Maiorerus randoi, unique représentant du genre Maiorerus, est une espèce d'opilions laniatores de la famille des Pyramidopidae.

## Distribution
Cette espèce est endémique de Fuerteventura aux îles Canaries en Espagne. Elle se rencontre à Villaverde dans la grotte Cueva del Llano.

## Description

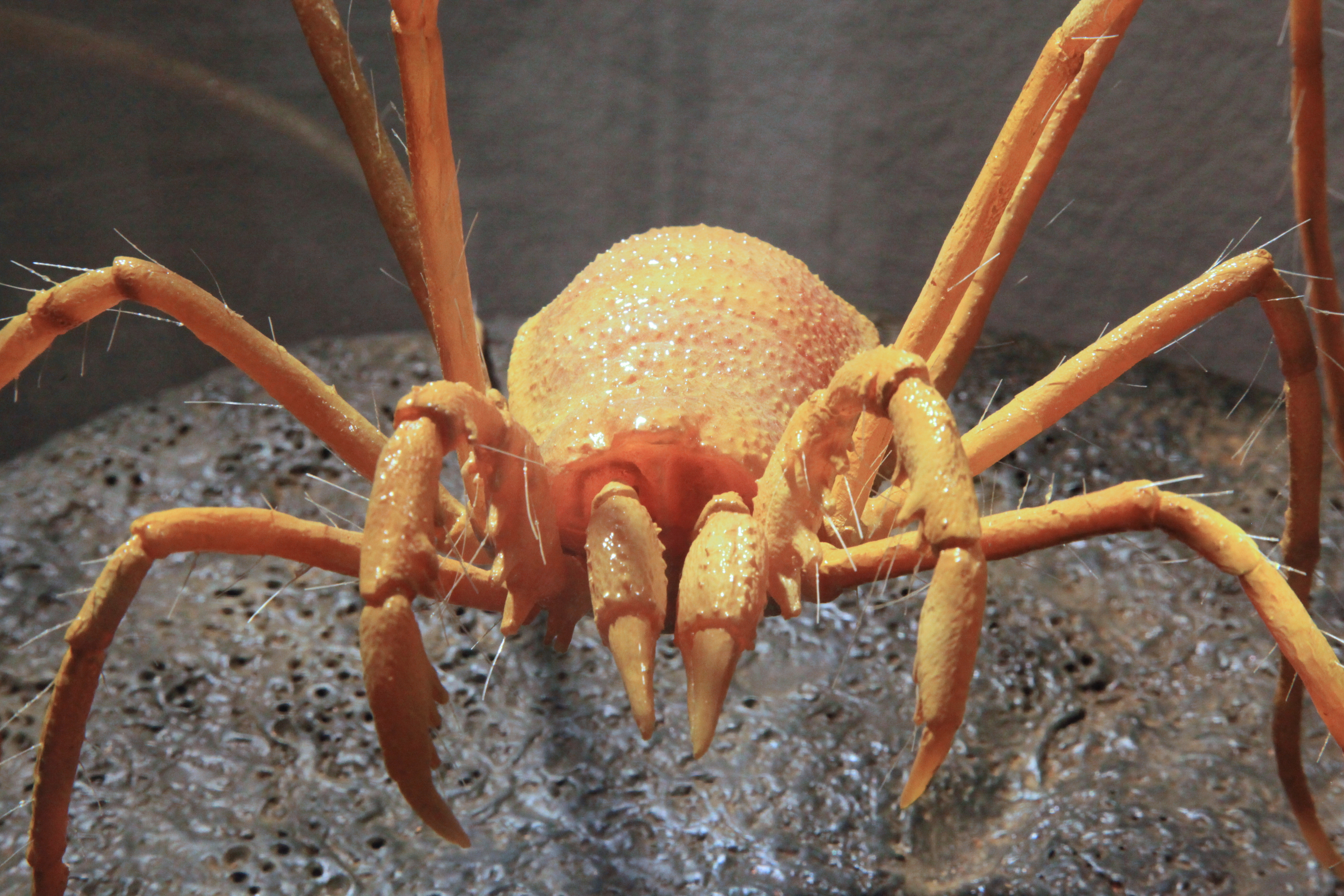
Maiorerus randoi

Le mâle holotype mesure 2,2 mm.

## Étymologie
Cette espèce est nommée en l'honneur de Juan Carlos Rando.

## Publication originale
- Rambla, 1993 : « Maiorerus randoi n. gen., n. sp., the first laniatorid from a Canary Island cave (Opiliones, Phalangodidae). » Mémoires de Biospéologie, vol. 20, p. 177–182.